# Villa Bartolomea
Villa Bartolomea is een gemeente in de Italiaanse provincie Verona (regio Veneto) en telt 5500 inwoners (31-12-2004). De oppervlakte bedraagt 53,3 km², de bevolkingsdichtheid is 103 inwoners per km².
De volgende frazioni maken deel uit van de gemeente: Spinimbecco, Carpi, San Zeno in Valle.

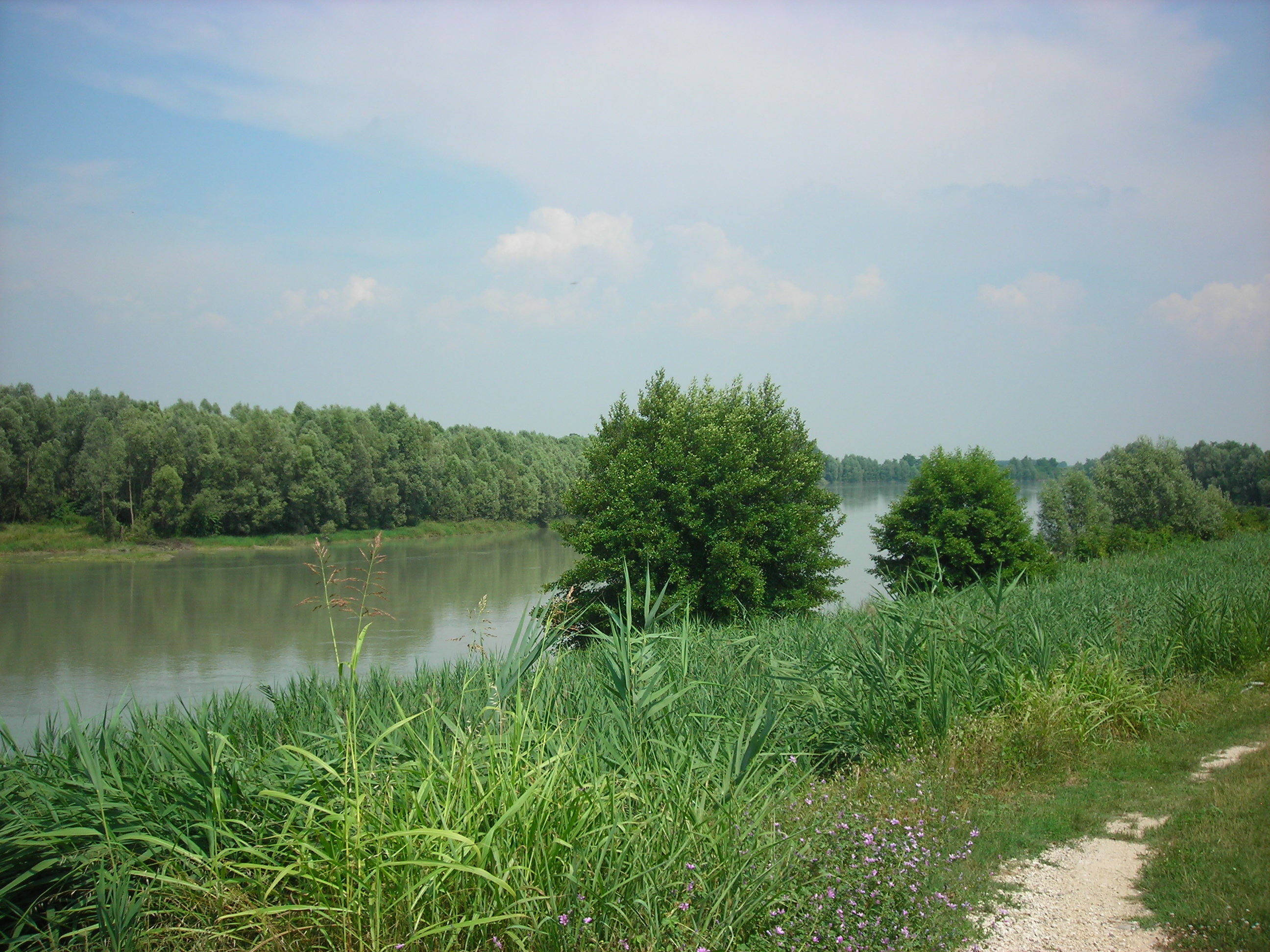
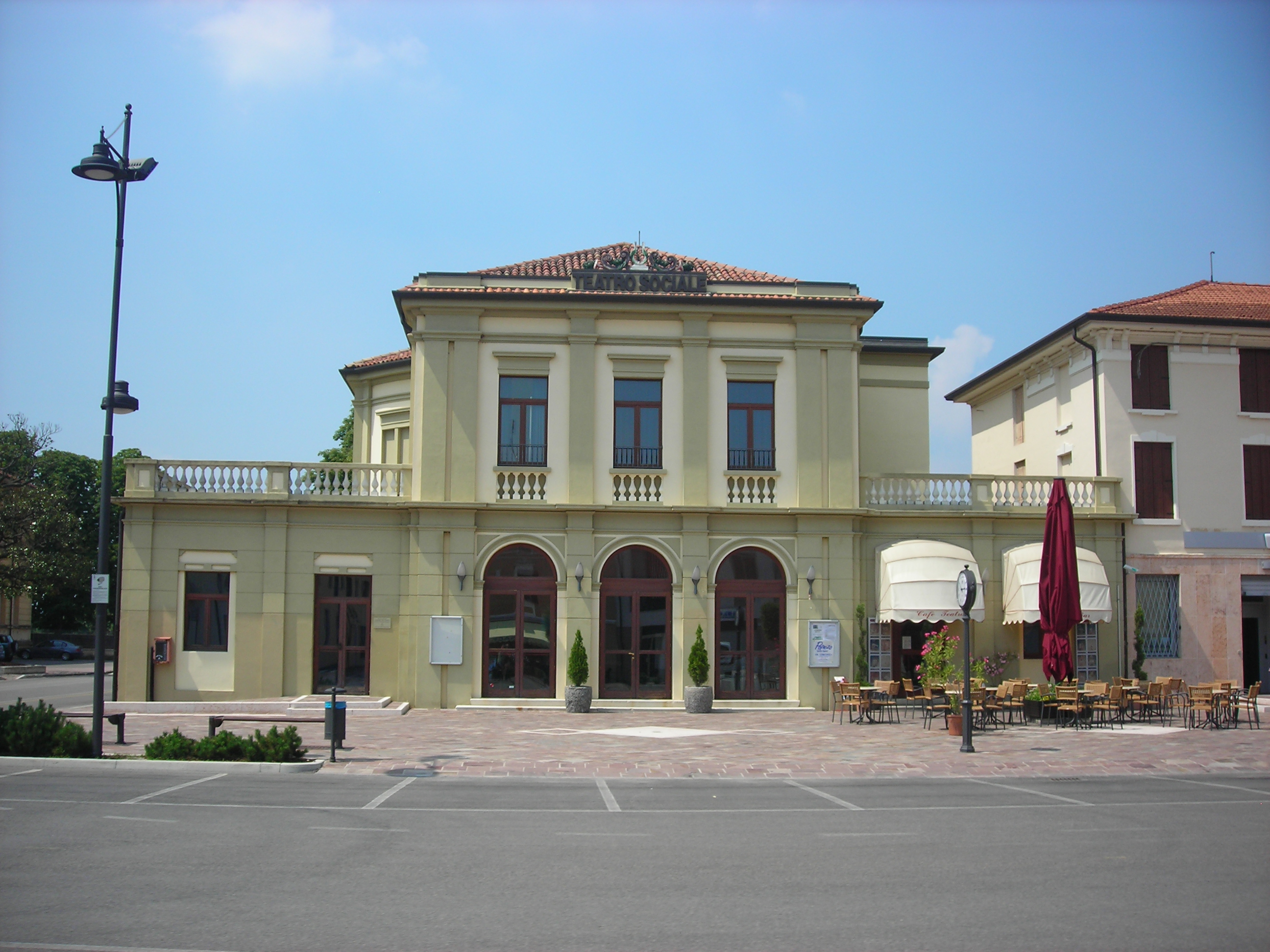
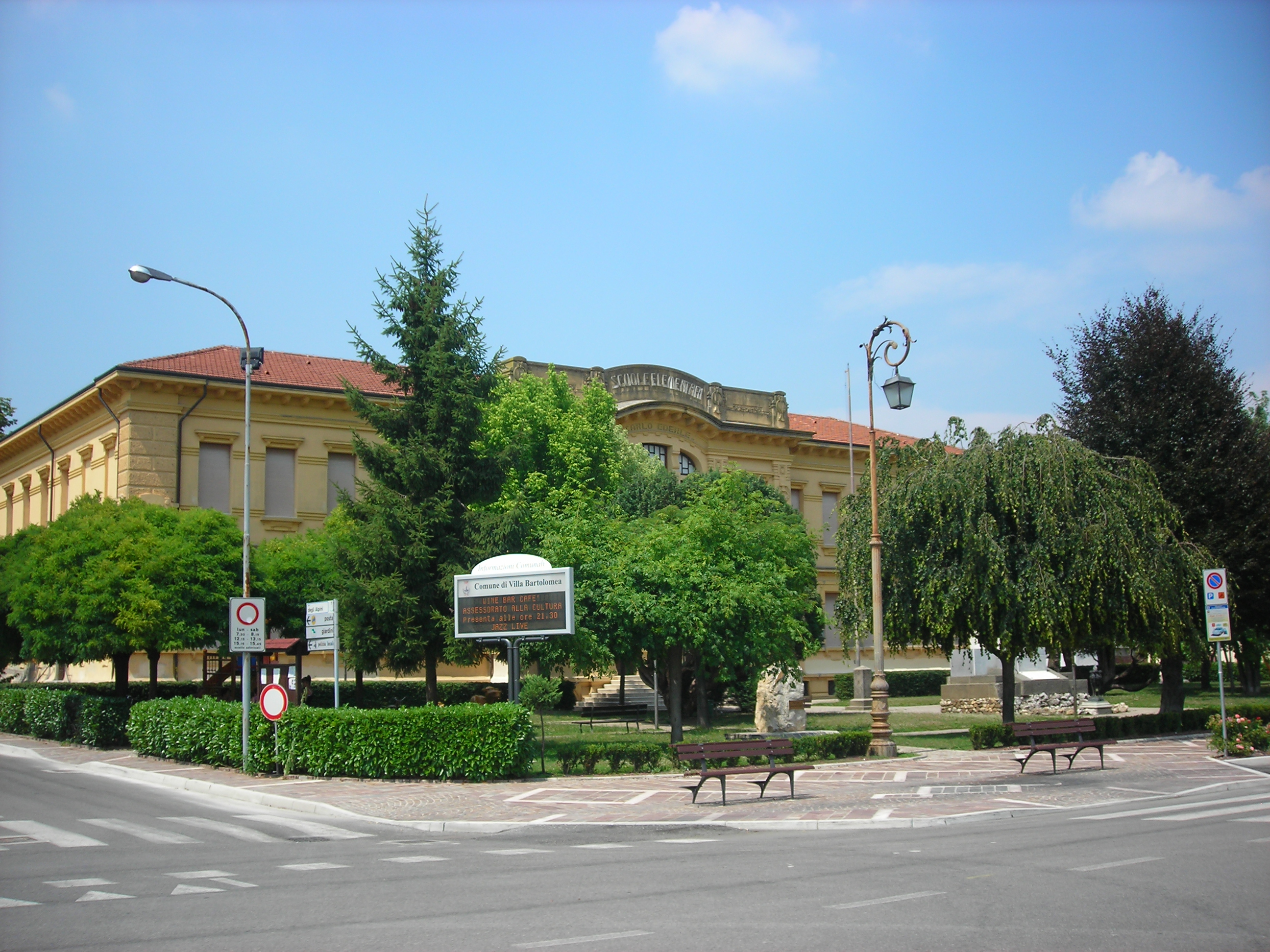
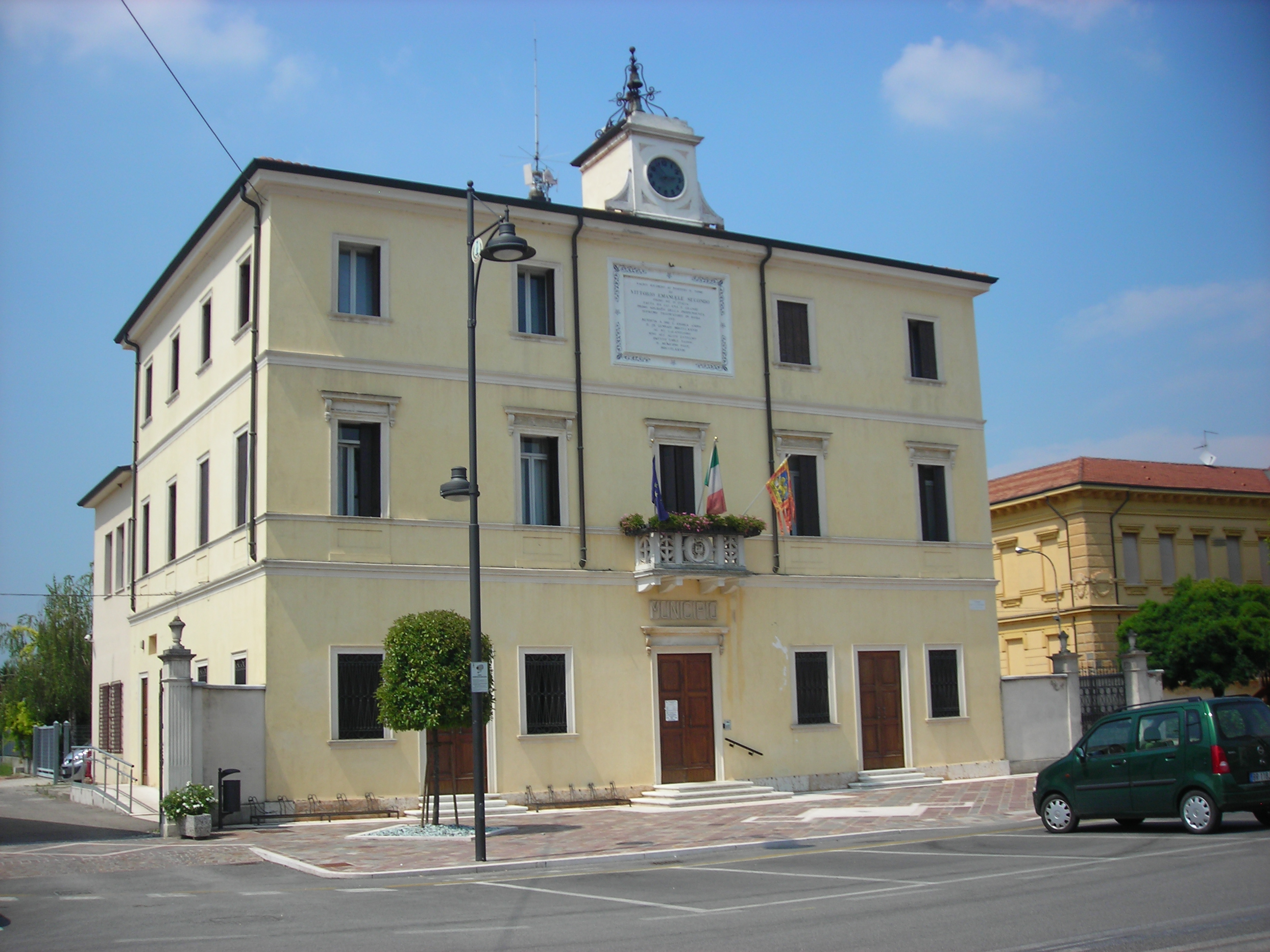

## Demografie
Villa Bartolomea telt ongeveer 2055 huishoudens. Het aantal inwoners daalde in de periode 1991-2001 met 0,9% volgens cijfers uit de tienjaarlijkse volkstellingen van ISTAT.
| Jaar | Inwoneraantal |
| ---- | ------------- |
| 1991 | 5416          |
| 2001 | 5368          |

## Geografie
De gemeente ligt op ongeveer 14 m boven zeeniveau.
Villa Bartolomea grenst aan de volgende gemeenten: Castagnaro, Castelnovo Bariano (RO), Giacciano con Baruchella (RO), Legnago, Terrazzo.